# Padmini Rout
Padmini Rout (Barmbagarh, Odisha; 7 de setembre de 1995) és una jugadora d'escacs india, que té els títols de Mestre Internacional des de 2015 i Gran Mestre Femení des del 2010.
A la llista d'Elo de la FIDE del novembre de 2015, hi tenia un Elo de 2437 punts, cosa que en feia la jugadora número 51 (en actiu) absolut de l'Índia i 3a femenina de l'Índia i 47a del món. El seu màxim Elo va ser de 2454 punts, a la llista de març de 2015.

## Resultats destacats en competició
El 2008 es proclamà Campiona del Món Sub-14 a Vũng Tàu (Vietnam). El 2009 fou campiona de l'Àsia juvenil. El 2010 fou tercera al Campionat del Món juvenil femení a Chennai (la campiona fou Anna Muzitxuk).
El 2014 fou campiona de l'Índia amb 9½ punts d'11, amb dos punts de diferència a les segones classificades Nisha Mohota i Mary Ann Gomes. El novembre de 2015 fou de nou campiona de l'Índia amb 8½ punts d'11, un punt per davant de les segones classificades: Soumya Swaminathan, Bhakti Kulkarni i Swati Ghate.
El 2018 es proclamà Campiona femenina de l'Àsia.

### Participació en olimpíades d'escacs
Rout ha participat, representant l'Índia, en l'Olimpíada d'escacs de 2014 amb un resultat de (+7 =1 –0), per un 93,8% de la puntuació, amb una performance de 2584, i que li significà aconseguir la medalla d'or individual del tauler reserva.